# اسرنییو
اسرنییو (به اسپانیایی: Osornillo) یک شهرستان در اسپانیا است که در استان پالنسیا واقع شده‌است.

## خصوصیات
اسرنییو ۱۸ کیلومترمربع مساحت و ۸۸ نفر جمعیت دارد.